# Seo Dong-hyeon
Seo Dong-hyeon (* 5. Juni 1985 in Hongcheon) ist ein südkoreanischer Fußballspieler.

## Karriere

### Verein
Seo Dong-hyeon erlernte das Fußballspielen in der Universitätsmannschaft der Konkuk University in Seoul. Seinen ersten Vertrag unterschrieb er 2006 beim Erstligisten Suwon Samsung Bluewings in Suwon. Für den Verein stand er 63 Mal auf dem Spielfeld und erzielte dabei 15 Tore. 2010 wechselte er zum Ligakonkurrenten Gangwon FC nach Gangwon-do. Zum ebenfalls in der K League 1 spielenden Jeju United ging er 2012. Hier unterschrieb er einen Sechsjahresvertrag. Von 2014 bis 2015 wurde er an den Zweitligisten Asan Mugunghwa FC ausgeliehen. Asan Mugunghwa FC ist eine sportliche Abteilung des südkoreanischen Militärs. Daher besteht der Kader des Franchises aus jungen professionellen Fußballspielern, welche gerade ihren Militärdienst ableisten. Jedes Jahr kommen ca. 15 neue Spieler zum Franchise und bleiben dort zwei Jahre, bevor sie zurück zu ihren früheren Franchises gehen. Aufgrund des militärischen Status des Franchises ist es ihm nicht erlaubt, ausländische Spieler zu verpflichten. Es folgten weiter Ausleihen zu Daejeon Citizen (2016) und Suwon FC (2016–2018). Mitte 2018 verließ er Südkorea und ging nach Thailand. In Thailand unterschrieb er einen Vertrag beim Zweitligisten Chiangmai FC in Chiangmai. Mit dem Verein belegte er den dritten Platz der Liga und stieg somit in die Thai League auf. Zum Zweitligisten Kasetsart FC aus Bangkok wechselte er Anfang 2019. Da der Vertrag im Juli 2019 nicht verlängert wurde, ging er Mitte 2019 wieder nach Südkorea. Hier schloss er sich dem Drittligisten Gyeongju KHNP FC an.

### Nationalmannschaft
Von 2007 bis 2008 spielte Seo Dong-hyeon viermal in der südkoreanischen U-23-Nationalmannschaft. Fünfmal trug er von 2008 bis 2012 das Trikot der südkoreanischen Nationalmannschaft. Sein Debüt in der Nationalmannschaft gab er am 5. September 2008 in einen Freundschaftsspiel gegen Jordanien im Seoul-World-Cup-Stadion in Seoul.